# Data General-One
El Data General-One (DG-1) fue un ordenador personal portátil introducido en 1984 por la empresa Data General, especializada en miniordenadores.

## Descripción
El aparato pesaba 4 kilos y se alimentaba con baterías, el Data General One ejecutaba MS-DOS 2.11, disponía de dos unidades de disquetes de 3½", un teclado mecánico de 79 teclas, entre 128Kb y 512Kb de RAM, y una pantalla LCD monocroma no retroiluminada con capacidad para presentar en modo texto 25 líneas de 80 caracteres, o gráficos CGA con una resolución de 640×200. Era un portátil comparable en capacidad a los sobremesa del momento.
La CPU era una versión CMOS del 8086, compatible con el 8088 que usaba el IBM PC, salvo que trabajaba ligeramente más lento, 4.0 MHz en lugar del estándar de 4.77 MHz. A diferencia del IBM PC Portable, el portátil DG-1 no podría usar tarjetas de expansión PC/XT.
Se le añadieron puertos serie RS-232, pero el Chip UART de E/S serie CMOS (bajo consumo de batería) disponible en el momento del diseño, una versión CMOS del Intel 8251, era incompatible con el chip estándar de E/S serie 8250 usado en el IBM PC. Como resultado, el software escrito para los puertos serie de los PC no correrían correctamente. Esto requería el uso del software escrito utilizando la llamada de interrupción de la BIOS (014h), más lenta e inflexible, o usando software escrito exclusivamente para el DG-1.
La memoria de vídeo de 52Kb era compartida por la RAM, por lo que dejaba menos de memoria libre en el aparato, de esta forma si se disponía de una RAM instalada de 256Kb, solo 204Kb estaban disponibles para el sistema operativo y los programas del usuario.

## Historia
El Data General-One ofrecía muchas características adicionales en comparación con otros ordenadores portátiles contemporáneos. Por ejemplo, el popular TRS-80 Modelo 100 de Radio Shack, lanzado en 1983, que no era compatible con el IBM-PC, era de tamaño comparable, siendo un pequeño ordenador a baterías, pero con una pantalla de 8 líneas de 32 caracteres o gráficos de 240×64, trabajando con un sistema de menús rudimentarios en ROM en lugar de un Sistema Operativo completo, y sin disponer de disqueteras. El 1984 el IBM PC Portable era comparable en capacidad con los sobremesa, pero no operaba con baterías y era mucho más grande y pesado (más de 13 Kilos), no era de ninguna manera un portátil, solo un portable.

## Limitaciones
El DG-1 tuvo solo un éxito moderado. Un problema importante era el uso de disquetes de 3½". Los títulos de software populares del momento estaban ampliamente disponibles pero en formato de 5.25", que era el estándar del momento, un problema importante ya que los esquemas de protección anti-copia del momento hacían que resultara difícil para los usuarios copiar software a ese formato.
A pesar de que la revista Creative Computing denominó el precio de 2.895 USD como "competitivo", era un sistema muy caro, que normalmente necesitaba elementos adiciones como más RAM y una disquetera externa de 5¼, lo que aumentaba todavía más el precio. El diseño del producto, incluyendo una bolsa diseñada por Pierre Cardin, era muy superior al existente en el mercado en otros productos similares de esa época. El DG-One disponía de un emulador para que se comportara como un terminal de un ordenador, lo que sugería un intento de atraer como clientes a las empresas que disponían de caros miniordenadores o mainframes, que usaban para el acceso a la información corporativa terminales como el ADM-3A o el propio de Data General General (el coste del portátil no habría resultado excesivo en comparación, aportando más funcionalidades).

La pantalla era el otro gran defecto de esta máquina. Aunque fuera anormalmente grande para el momento, la pantalla LCD no disponía de retroiluminación (se añadió en una versión tardía del aparato) y disponía de un contraste muy bajo y un ángulo de visión estrecho. La revista InfoWorld declaró que «el mal diseñado monitor hacía mejor de espejo que de pantalla», y la revista PC Magazine informó que «La conversación "¿Por qué no lo enciendes?" / "Está encendido" no es ninguna broma, sucedió en nuestras oficinas.»